# Pavel Veleba
Pavel Veleba (* 6. října 1976, Roudnice nad Labem) je bývalý český fotbalový útočník.

## Fotbalová kariéra
Hrál za FK Viktoria Žižkov, Bohemians Praha, FK Ústí nad Labem, FK Teplice, FK Chmel Blšany, SK Kladno, Šachter Karagandy a Olympiakos Nicosia. V nejvyšší české lize nastoupil v 58 utkáních a dal 10 gólů.

## Ligová bilance
| Ročník                          | Zápasy | Góly | Klub               |
| ------------------------------- | ------ | ---- | ------------------ |
| Gambrinus liga 1999/00          | 2      | 0    | FK Viktoria Žižkov |
| Gambrinus liga 1999/00          | 2      | 0    | FC Bohemians Praha |
| Gambrinus liga 2003/04          | 12     | 4    | FK Teplice         |
| Gambrinus liga 2004/05          | 14     | 1    | FK Teplice         |
| Gambrinus liga 2004/05          | 7      | 0    | FK Chmel Blšany    |
| 2. česká fotbalová liga 2005/06 | 27     | 11   | SK Kladno          |
| Gambrinus liga 2006/07          | 21     | 5    | SK Kladno          |
| Premjer ligasy 2007             | 3      | 0    | Šachter Karagandy  |
| CELKEM 1. liga                  | 58     | 10   |                    |